# Turbanovka
Turbanovka (Mitrasacme) je rod rostlin z čeledi logániovité. Jsou to jednoleté nebo vytrvalé byliny s drobnými vstřícnými listy a čtyřčetnými květy. Rod zahrnuje asi 40 druhů. Vyskytuje se zejména v Austrálii, dále v Asii a Oceánii. Rostliny rostou na výslunných, suchých stanovištích.

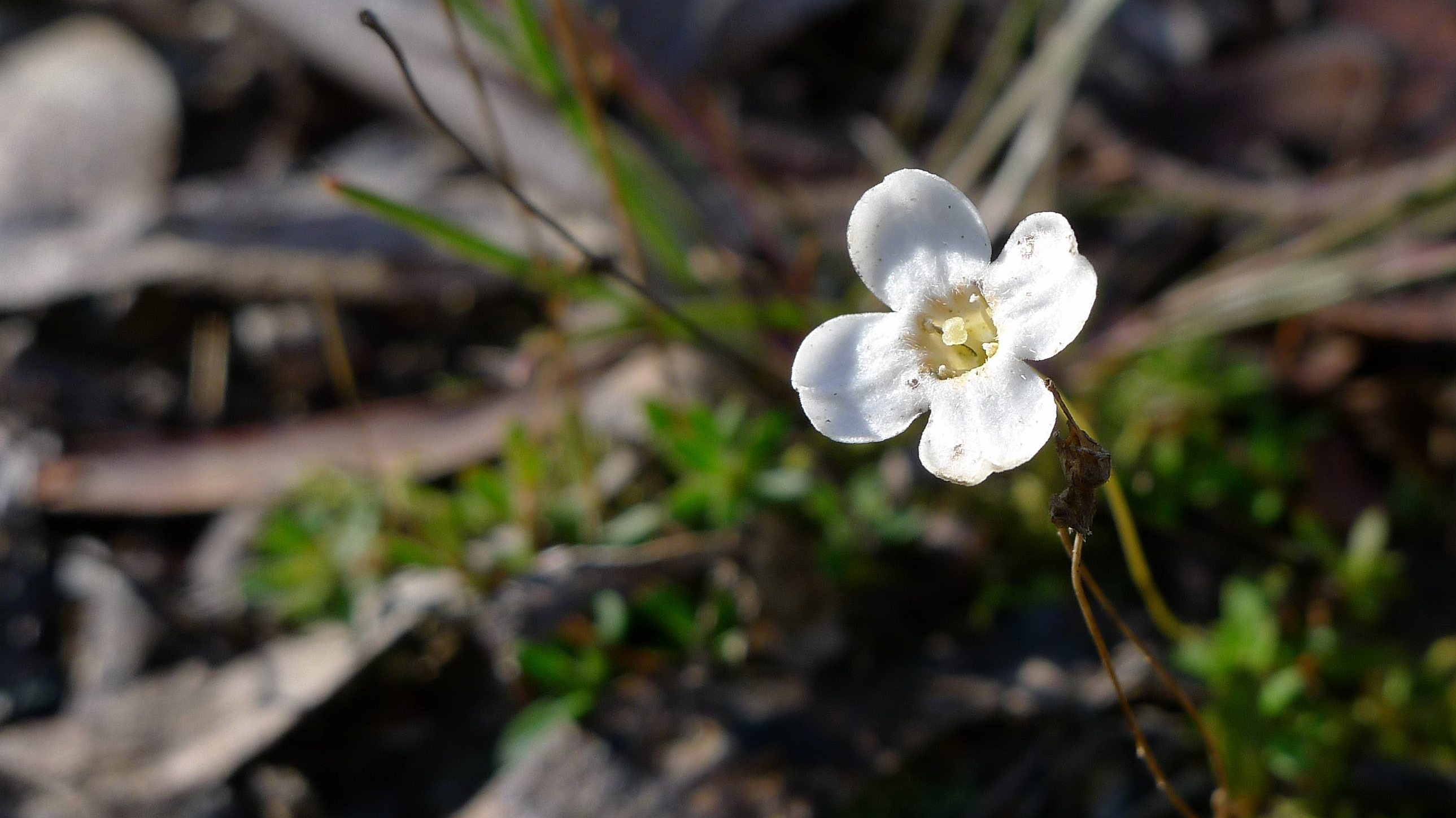
Detail květu Mitrasacme polymorpha

## Popis
Zástupci rodu turbanovka jsou jednoleté nebo vytrvalé byliny. Listy jsou vstřícné nebo v přeslenu na bázi lodyhy, téměř přisedlé, bez palistů. Květy jsou bílé, žluté nebo vzácně vzácně světle modré, čtyřčetné, úžlabní nebo vrcholové, jednotlivé nebo uspořádané ve stopkatých vrcholících připomínajících okolík. Kalich je zvonkovitý, čtyřlaločný nebo výjimečně jen dvoulaločný. Koruna je zvonkovitá, řidčeji nálevkovitá nebo baňkovitá, tenká nebo lehce dužnatá, s dlouhou nebo krátkou korunní trubkou, často v ústí vousatá. Tyčinky jsou přirostlé ve spodní polovině korunní trubky, s dlouhými nitkami, nevyčnívající nebo jen lehce vyčnívající z květů. Semeník je svrchní nebo polospodní, se 2 komůrkami obsahujícími mnoho vajíček. Čnělky jsou nejčastěji ve spodní části volné a v horní srostlé, řidčeji celé srostlé nebo volné. Blizna je dvouramenná nebo hlavatá. Plodem je kulovitá, dvourohá, pouzdrosečná, mnohasemenná tobolka pukající štěrbinami ve vrcholové části. Semena jsou drobná, elipsoidní nebo hranatá, s dužnatým endospermem.

## Rozšíření
Rod turbanovka zahrnuje asi 40 druhů. Je rozšířen zejména v Austrálii, dále na Tasmánii a Novém Zélandu, některé druhy přesahují i do jižní, východní a jihovýchodní Asie a na Tichomořské ostrovy. Turbanovky se vyskytují na suchých, výslunných stanovištích v nadmořských výškách od 0 do 3000 metrů. V Austrálii rostou zejména v severní a jihovýchodní části kontinentu.

## Taxonomie
Turbanovky jsou vzhledově podobné rodu ušatice (Hedyotis) z čeledi mořenovité. Odlišují se zejména polohou semeníku (spodní u mořenovitých).